# 井口愛子
井口 愛子（いぐち あいこ、1910年1月28日 - 1984年12月1日)は、日本のピアノ教育家・ピアニスト。東京府東京市日本橋区（現東京都中央区）出身。本名は、佐藤愛子（旧姓：井口）。

## 略歴
- 11歳でピアノを始め、宇佐美ため、レオニード・コハンスキに師事。
- 1926年、文化学院卒業。同年、東京音楽学校（現東京芸術大学）専科修了。
- 1930年、デビュー。以来演奏活動も行ったが、その後教育に専念。東京音楽学校、桐朋学園大学などで教鞭をとる。
- 1948年、同年に兄の井口基成、伊藤武雄、齋藤秀雄、吉田秀和らが開設した「子供のための音楽教室」で講師を務める。一期生には小澤征爾（指揮者）、中村紘子（ピアニスト）、堤剛（チェリスト）らがいた。「子供のための音楽教室」は、後の桐朋学園音楽部門の母体となった。
- 1974年、東京音楽大学教授に就任。
- 1984年12月1日、東京で死去。74歳没。

とくに基礎教育が専門分野であった。

## 親族
- 兄：井口基成もピアニスト・ピアノ教育家。中村紘子、野島稔、宮沢明子らを教えたことで知られる。
- 息子：佐藤方紀はフルート奏者。株式会社ハーモニー代表取締役社長兼音楽プロデューサー(元東芝EMI制作部長）。